# Rytigynia argentea
Rytigynia argentea là một loài thực vật có hoa trong họ Thiến thảo. Loài này được (Wernham) Robyns miêu tả khoa học đầu tiên năm 1928.